# Piper miniatum
Piper miniatum är en pepparväxtart som beskrevs av Carl Ludwig von Blume. Piper miniatum ingår i släktet Piper och familjen pepparväxter. Inga underarter finns listade i Catalogue of Life.